# Liste der Nummer-eins-Hits in Singapur (2024)
Diese Liste der Nummer-eins-Hits in Singapur 2024 basiert auf den offiziellen Chartlisten der RIAS. Die Charts basieren allein auf Musikstreaming.

## Singles
| ← 2023 ← | Liste der Nummer-eins-Hits in Singapur | Liste der Nummer-eins-Hits in Singapur | Liste der Nummer-eins-Hits in Singapur | 2025 →                    |
| \| Zeitraum \| Wo. ges. \| Interpret \| Titel Autor(en) \| Zusätzliche Informationen \| \| (Zeitraum, Wochen auf Platz eins, Interpret, Titel, Autor[en], zusätzliche Informationen) \| \| \| \| \| \| ----------------------------------------------------------------------------------------- \| -------- \| ------------------------------ \| ------------------------------------------------------------------------------------------------------------------------------------------------------------------------------------------------------------------------------------------ \| ------------------------- \| \| 29. Dezember 2023 – 4. Januar 2024 1 Woche (insgesamt 18) \| 18 \| Jung Kook feat. Latto \| Seven Henry Russell Walter, Andrew Wotman, Jonathan David Bellion, Alyssa Michelle Stephens, Theron Makiel Thomas \| – \| \| 5. Januar 2024 – 11. Januar 2024 1 Woche (insgesamt 3) \| 3 \| Tate McRae \| Greedy Amy Rose Allen, Jasper Lee Harris, Ryan Benjamin Tedder, Tate Rosner McRae \| – \| \| 12. Januar 2024 – 18. Januar 2024 1 Woche \| 1 \| Ariana Grande \| Yes, And? Ilya Salmanzadeh, Ariana Grande, Martin Karl Sandberg \| – \| \| 19. Januar 2024 – 25. Januar 2024 1 Woche \| 1 \| Coldplay \| Viva la Vida Guy Rupert Berryman, Jonathan Mark Buckland, William Elan Champion, Christopher Anthony John Martin \| – \| \| 26. Januar 2024 – 8. Februar 2024 2 Wochen \| 2 \| Coldplay \| Yellow Christopher Anthony John Martin, Guy Rupert Berryman, Jonathan Mark Buckland, William Elan Champion \| – \| \| 9. Februar 2024 – 22. Februar 2024 2 Wochen (insgesamt 5) \| 5 \| Taylor Swift \| Cruel Summer Taylor Alison Swift, Jack Michael Antonoff, Anne Erin Clark \| – \| \| 23. Februar 2024 – 29. Februar 2024 1 Woche \| 1 \| Le Sserafim \| Easy Renée Amanda Ibanez, Adrienne Danielle Ben Haim, Joseph Barrios, Alejandro Fernández Jr., Bang Si-hyuk, Kim Byung-seok, Lee Kwan, Shin Dong-hyuk, Jordyn Elle Smith, Sean Turk \| – \| \| 1. März 2024 – 14. März 2024 2 Wochen (insgesamt 5) \| 5 \| Taylor Swift \| Cruel Summer Taylor Alison Swift, Jack Michael Antonoff, Anne Erin Clark \| – \| \| 15. März 2024 – 28. März 2024 2 Wochen \| 2 \| Ariana Grande \| We Can’t Be Friends (Wait for Your Love) Ilya Salmanzadeh, Ariana Grande, Martin Karl Sandberg \| – \| \| 15. März 2024 – 18. April 2024 5 Wochen \| 5 \| Illit \| Magnetic Bang Si-hyuk, Park Sung-jin, Kim Su-bin, Lee Hee-joo, Park Wu-hyun, Kwon Do-hyung, Yi Yi-jin, Salem Ilese Davern, Oh Hyun-sun, Martin, James, Lauren Amber Aquilina, Marcus A. Andersson, Kim Na-yeon, Sophie Leigh McBurnie \| – \| \| 19. April 2024 – 2. Mai 2024 2 Wochen \| 2 \| Taylor Swift feat. Post Malone \| Fortnight Jack Michael Antonoff, Taylor Alison Swift, Austin Richard Post \| – \| \| 3. Mai 2024 – 13. Juni 2024 6 Wochen (insgesamt 7) \| 7 \| Sabrina Carpenter \| Espresso Sabrina Annlynn Carpenter, Julian Collin Bunetta, Stephanie Nicole Jones, Amy Rose Allen \| – \| \| 14. Juni 2024 – 27. Juni 2024 2 Wochen \| 2 \| Sabrina Carpenter \| Please Please Please Amy Rose Allen, Jack Michael Antonoff, Sabrina Annlynn Carpenter \| – \| \| 28. Juni 2024 – 4. Juli 2024 1 Woche (insgesamt 7) \| 7 \| Sabrina Carpenter \| Espresso Sabrina Annlynn Carpenter, Julian Collin Bunetta, Stephanie Nicole Jones, Amy Rose Allen \| – \| \| 5. Juli 2024 – 25. Juli 2024 3 Wochen \| 3 \| Billie Eilish \| Birds of a Feather Finneas Baird O’Connell, Billie Eilish O’Connell \| – \| \| 26. Juli 2024 – 15. August 2024 3 Wochen (insgesamt 4) \| 4 \| Jimin \| Who Jason A. Cornet, Peter Anthony Nappi, Kim Min-su, Kang Hyo-won, Jonathan David Bellion \| – \| \| 16. August 2024 – 17. Oktober 2024 9 Wochen (insgesamt 11) \| 11 \| Lady Gaga & Bruno Mars \| Die with a Smile Andrew Wotman, Dernst Emile, James Edward Fauntleroy II, Stefani Joanne Angelina Germanotta, Peter Gene Hernandez \| – \| \| 18. Oktober 2024 – 30. Januar 2025 15 Wochen \| 15 \| Rosé feat. Bruno Mars \| Apt. Theron Makiel Thomas, Philip Martin Lawrence II, Michael Donald Chapman, Peter Gene Hernandez, Christopher Steven Brown, Rogét Lufti Chahayed, Park Chae-young, Nicholas Barry Chinn, Omer Fedi, Henry Russell Walter, Amy Rose Allen \| – \| |                                        |                                        | |                           |
| ← 2023 |                                        |                                        | | → 2025 →                  |
| Zeitraum | Wo. ges.                               | Interpret                              | Titel Autor(en) | Zusätzliche Informationen |
| (Zeitraum, Wochen auf Platz eins, Interpret, Titel, Autor[en], zusätzliche Informationen) |                                        |                                        | |                           |
| 29. Dezember 2023 – 4. Januar 2024 1 Woche (insgesamt 18) | 18                                     | Jung Kook feat. Latto                  | Seven Henry Russell Walter, Andrew Wotman, Jonathan David Bellion, Alyssa Michelle Stephens, Theron Makiel Thomas | –                         |
| 5. Januar 2024 – 11. Januar 2024 1 Woche (insgesamt 3) | 3                                      | Tate McRae                             | Greedy Amy Rose Allen, Jasper Lee Harris, Ryan Benjamin Tedder, Tate Rosner McRae | –                         |
| 12. Januar 2024 – 18. Januar 2024 1 Woche | 1                                      | Ariana Grande                          | Yes, And? Ilya Salmanzadeh, Ariana Grande, Martin Karl Sandberg | –                         |
| 19. Januar 2024 – 25. Januar 2024 1 Woche | 1                                      | Coldplay                               | Viva la Vida Guy Rupert Berryman, Jonathan Mark Buckland, William Elan Champion, Christopher Anthony John Martin | –                         |
| 26. Januar 2024 – 8. Februar 2024 2 Wochen | 2                                      | Coldplay                               | Yellow Christopher Anthony John Martin, Guy Rupert Berryman, Jonathan Mark Buckland, William Elan Champion | –                         |
| 9. Februar 2024 – 22. Februar 2024 2 Wochen (insgesamt 5) | 5                                      | Taylor Swift                           | Cruel Summer Taylor Alison Swift, Jack Michael Antonoff, Anne Erin Clark | –                         |
| 23. Februar 2024 – 29. Februar 2024 1 Woche | 1                                      | Le Sserafim                            | Easy Renée Amanda Ibanez, Adrienne Danielle Ben Haim, Joseph Barrios, Alejandro Fernández Jr., Bang Si-hyuk, Kim Byung-seok, Lee Kwan, Shin Dong-hyuk, Jordyn Elle Smith, Sean Turk                                                        | –                         |
| 1. März 2024 – 14. März 2024 2 Wochen (insgesamt 5) | 5                                      | Taylor Swift                           | Cruel Summer Taylor Alison Swift, Jack Michael Antonoff, Anne Erin Clark | –                         |
| 15. März 2024 – 28. März 2024 2 Wochen | 2                                      | Ariana Grande                          | We Can’t Be Friends (Wait for Your Love) Ilya Salmanzadeh, Ariana Grande, Martin Karl Sandberg | –                         |
| 15. März 2024 – 18. April 2024 5 Wochen | 5                                      | Illit                                  | Magnetic Bang Si-hyuk, Park Sung-jin, Kim Su-bin, Lee Hee-joo, Park Wu-hyun, Kwon Do-hyung, Yi Yi-jin, Salem Ilese Davern, Oh Hyun-sun, Martin, James, Lauren Amber Aquilina, Marcus A. Andersson, Kim Na-yeon, Sophie Leigh McBurnie      | –                         |
| 19. April 2024 – 2. Mai 2024 2 Wochen | 2                                      | Taylor Swift feat. Post Malone         | Fortnight Jack Michael Antonoff, Taylor Alison Swift, Austin Richard Post | –                         |
| 3. Mai 2024 – 13. Juni 2024 6 Wochen (insgesamt 7) | 7                                      | Sabrina Carpenter                      | Espresso Sabrina Annlynn Carpenter, Julian Collin Bunetta, Stephanie Nicole Jones, Amy Rose Allen | –                         |
| 14. Juni 2024 – 27. Juni 2024 2 Wochen | 2                                      | Sabrina Carpenter                      | Please Please Please Amy Rose Allen, Jack Michael Antonoff, Sabrina Annlynn Carpenter | –                         |
| 28. Juni 2024 – 4. Juli 2024 1 Woche (insgesamt 7) | 7                                      | Sabrina Carpenter                      | Espresso Sabrina Annlynn Carpenter, Julian Collin Bunetta, Stephanie Nicole Jones, Amy Rose Allen | –                         |
| 5. Juli 2024 – 25. Juli 2024 3 Wochen | 3                                      | Billie Eilish                          | Birds of a Feather Finneas Baird O’Connell, Billie Eilish O’Connell | –                         |
| 26. Juli 2024 – 15. August 2024 3 Wochen (insgesamt 4) | 4                                      | Jimin                                  | Who Jason A. Cornet, Peter Anthony Nappi, Kim Min-su, Kang Hyo-won, Jonathan David Bellion | –                         |
| 16. August 2024 – 17. Oktober 2024 9 Wochen (insgesamt 11) | 11                                     | Lady Gaga & Bruno Mars                 | Die with a Smile Andrew Wotman, Dernst Emile, James Edward Fauntleroy II, Stefani Joanne Angelina Germanotta, Peter Gene Hernandez | –                         |
| 18. Oktober 2024 – 30. Januar 2025 15 Wochen | 15                                     | Rosé feat. Bruno Mars                  | Apt. Theron Makiel Thomas, Philip Martin Lawrence II, Michael Donald Chapman, Peter Gene Hernandez, Christopher Steven Brown, Rogét Lufti Chahayed, Park Chae-young, Nicholas Barry Chinn, Omer Fedi, Henry Russell Walter, Amy Rose Allen | –                         |